# Johnny Griffin

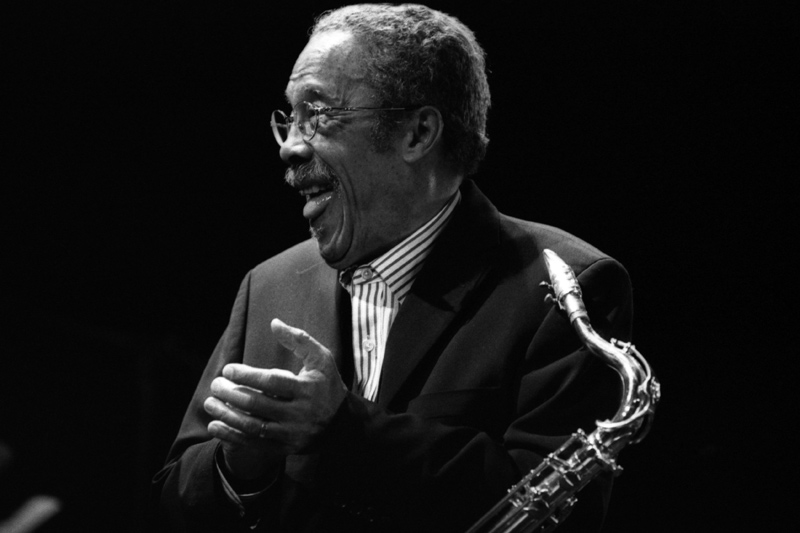
Johnny Griffin, 2007

John Arnold Griffin III (* 24. April 1928 in Chicago, Illinois; † 25. Juli 2008 in Availles-Limouzine, Frankreich) war ein US-amerikanischer Jazz-Tenorsaxophonist. Griffin hatte den Ruf des „schnellsten Saxophonisten der Welt“ und wurde in Jazzkreisen auch „Volcano“ oder (wegen seiner geringen Körpergröße) „The Little Giant“ genannt.

## Leben
Griffin wuchs an der South Side von Chicago auf und ging auf die DuSable High School. Mit 12 Jahren begann er Altsaxophon zu spielen. In der Schule wurde er Anfang der 1940er Jahre von dem High School Band-Lehrer Captain Walter Dyett unterrichtet, der sowohl die Sänger Nat King Cole und Dinah Washington als auch die Saxophonisten Gene Ammons und Von Freeman ausgebildet hatte. Bereits in dieser Zeit konnte er mit Blues-Legenden wie T-Bone Walker, Memphis Slim und Muddy Waters und Jazz-Sängerinnen wie Ella Fitzgerald, Dinah Washington und Betty Carter auftreten. Zunächst orientierte er seinen Stil an ruhigen Balladen wie bei den Saxophonisten Johnny Hodges und Ben Webster. Als er jedoch 1945 die BeBop-Revolutionäre Charlie Parker und Dizzy Gillespie in der Band von Billy Eckstine erlebt hatte, näherte er sich ihrer Spielweise an.
1946, drei Tage nach seinem High-School-Abschluss, wurde er von Lionel Hampton für dessen Big Band engagiert, und wechselte zum Tenorsaxophon. Von 1947 bis 1950 war er Mitglied der Rhythm-and-Blues-Band von Joe Morris, der auch Elmo Hope, Percy Heath und Philly Joe Jones angehörten, und trat daneben mit Gene Ramey, Thelonious Monk und Bud Powell auf. Er spielte 1950 mit Jo Jones und 1951 mit Arnett Cobb, bevor er 1951 bis 1953 seinen Dienst bei der US Army in einer Armeeband auf Hawaii leistete.
Danach entstand in Chicago sein erstes eigenes Album. 1956 ging Griffin nach New York City, wo er an einem Album für das Label Blue Note mit John Coltrane und Hank Mobley mitwirkte. Von März bis Oktober 1957 war er Mitglied von Art Blakeys legendären Jazz Messengers, im Sommer 1958 von Thelonious Monk Quartett, mit dem die Alben Thelonious in Action und Misterioso entstanden. Von 1960 bis 1962 leitete er mit Eddie Lockjaw Davis, ebenfalls Tenorsaxophonist, eine eigene sehr populäre Band, die mehrere Aufnahmen herausbrachte.
1963 übersiedelte er nach Aufenthalten in Stockholm, London und Holland nach Paris, wo er Bandleader und Solist der Kenny Clarke/Francy Boland Big Band wurde. 1965 spielte er in Hamburg mit Wes Montgomery (The NDR Hamburg Studio Recordings). Ab 1973 lebte er in den Niederlanden. Ende der 1970er-Jahre kehrte er in die USA zurück, wo er das Album Return of the Griffin aufnahm und 1979 mit Dexter Gordon bei einem Konzert in der Carnegie Hall auftrat.
Ab 1984 lebte Griffin in dem französischen Dorf Availles-Limouzine im Département Vienne. Er trat auf internationalen Tourneen und den großen Jazzfestivals auf, 1999 etwa beim Chicago Jazz Festival mit Tommy Flanagan und Phil Woods. In Deutschland trat er des Öfteren mit Klaus Doldingers Gruppe Passport auf, mit der er auch Plattenaufnahmen machte.

## Diskographische Hinweise
- Introducing Johnny Griffin, mit Wynton Kelly, Curly Russell und Max Roach, 1956 (Blue Note)
- A Blowing Session, mit Hank Mobley, John Coltrane, Wynton Kelly, Paul Chambers und Art Blakey, 1957 (Blue Note)
- The Congregation, mit Sonny Clark, Paul Chambers und Kenny Dennis, 1957
- Johnny Griffin Sextet, 1958 (Riverside)
- The Little Giant, mit Blue Mitchell, Julian Priester, Wynton Kelly, Sam Jones und Tootie Heath, 1959 (Riverside)
- The Big Soul Band, 1960 (Riverside)
- John Griffin’s Studio Jazz Party, 1960 (Riverside)
- Peter Rühmkorf und Johnny Griffin. Lyrik und Jazz. Philips twen serie 19, 1960 (Sprecher: Gert Westphal. Montage: Joachim-Ernst Berendt).
- Change Of Pace, 1961
- The Kerry Dancers, 1961
- Tough Tenor Favourites, 1962 (Riverside)
- Grab This!, 1963
- Do Nothing ’Til You Hear From Me, 1963 (Riverside)
- The Man I Love, 1967 (Black Lion)
- Jazz Undulation, mit Dexter Gordon, Hampton Hawes, Jimmy Woode und Kenny Clarke, 1969
- Doldinger Jubilee ’75 mit Klaus Doldinger, Les McCann, Philip Catherine, Buddy Guy, Pete York u. a.
- Return of the Griffin mit Ronnie Mathews, Ray Drummond und Keith Copeland, 1978
- Bush Dance, 1978
- Live / Autumn Leaves, 1980 (Verve)
- Tenors Back Again! mit Eddie Lockjaw Davis, 1984 (Storyville)
- Three Generations of Tenor Saxophone mit Sal Nistico und Roman Schwaller, 1985
- Have you met Barcelona, mit Ben Sidran, 1986
- The Cat, 1990 (Antilles)
- In And Out, 1999 (Dreyfus)
- Johnny Griffin & Steve Grossman Quintet, 2000 (Dreyfus)
- White Gardenia, 2001